# أدريادكا (مخيم)
أدريادكا  كانت منفذ ومخيم للنازحين في شمال إيطاليا في الحرب العالمية الثانية.
أوت ما يقارب 1650 لاجئ. كما تدعم الرياضة أكثر من مدينة ميلانو القريبة منها، مثل كرة القدم، وتنس الطاولة، وكرة الطائرة، تملك مخيمات لعب في جنوب إيطاليا.